# Balanod
Balanod és un municipi francès situat al departament del Jura i a la regió de Borgonya - Franc Comtat. L'any 2007 tenia 320 habitants.

## Demografia

### Població
El 2007 la població de fet de Balanod era de 320 persones. Hi havia 152 famílies de les quals 60 eren unipersonals (36 homes vivint sols i 24 dones vivint soles), 44 parelles sense fills, 40 parelles amb fills i 8 famílies monoparentals amb fills.
La població ha evolucionat segons el següent gràfic:
Habitants censats

### Habitatges
El 2007 hi havia 177 habitatges, 146 eren l'habitatge principal de la família, 19 eren segones residències i 12 estaven desocupats. 140 eren cases i 36 eren apartaments. Dels 146 habitatges principals, 98 estaven ocupats pels seus propietaris, 43 estaven llogats i ocupats pels llogaters i 5 estaven cedits a títol gratuït; 1 tenia una cambra, 12 en tenien dues, 26 en tenien tres, 42 en tenien quatre i 65 en tenien cinc o més. 112 habitatges disposaven pel capbaix d'una plaça de pàrquing. A 66 habitatges hi havia un automòbil i a 63 n'hi havia dos o més.

### Piràmide de població
La piràmide de població per edats i sexe el 2009 era:
| Homes | Edats   | Dones |
| ----- | ------- | ----- |
| 0     | 95 o +  | 0     |
| 8     | 90 a 94 | 4     |
| 0     | 85 a 89 | 0     |
| 0     | 80 a 84 | 4     |
| 4     | 75 a 79 | 12    |
| 4     | 70 a 74 | 4     |
| 20    | 65 a 69 | 12    |
| 8     | 60 a 64 | 12    |
| 8     | 55 a 59 | 8     |
| 12    | 50 a 54 | 8     |
| 12    | 45 a 49 | 8     |
| 8     | 40 a 44 | 4     |
| 16    | 35 a 39 | 24    |
| 4     | 30 a 34 | 8     |
| 8     | 25 a 29 | 4     |
| 4     | 20 a 24 | 4     |
| 4     | 15 a 19 | 16    |
| 8     | 10 a 14 | 12    |
| 12    | 5 a 9   | 0     |
| 4     | 0 a 4   | 8     |

## Economia
El 2007 la població en edat de treballar era de 204 persones, 158 eren actives i 46 eren inactives. De les 158 persones actives 141 estaven ocupades (81 homes i 60 dones) i 17 estaven aturades (6 homes i 11 dones). De les 46 persones inactives 17 estaven jubilades, 11 estaven estudiant i 18 estaven classificades com a «altres inactius».

### Ingressos
El 2009 a Balanod hi havia 138 unitats fiscals que integraven 317 persones, la mediana anual d'ingressos fiscals per persona era de 17.383 €.

### Activitats econòmiques
Dels 18 establiments que hi havia el 2007, 1 era d'una empresa extractiva, 1 d'una empresa alimentària, 1 d'una empresa de fabricació d'elements pel transport, 3 d'empreses de fabricació d'altres productes industrials, 2 d'empreses de construcció, 4 d'empreses de comerç i reparació d'automòbils, 2 d'empreses de transport, 1 d'una empresa d'hostatgeria i restauració, 1 d'una empresa financera, 1 d'una empresa de serveis i 1 d'una empresa classificada com a «altres activitats de serveis».
Dels 5 establiments de servei als particulars que hi havia el 2009, 2 eren tallers de reparació d'automòbils i de material agrícola, 1 paleta, 1 fusteria i 1 restaurant.
Dels 2 establiments comercials que hi havia el 2009, 1 era un hipermercat i 1 una fleca.
L'any 2000 a Balanod hi havia 6 explotacions agrícoles.

## Equipaments sanitaris i escolars
El 2009 hi havia una escola maternal.

## Poblacions més properes
El següent diagrama mostra les poblacions més properes.